# نادي الشعلة (السعودية)

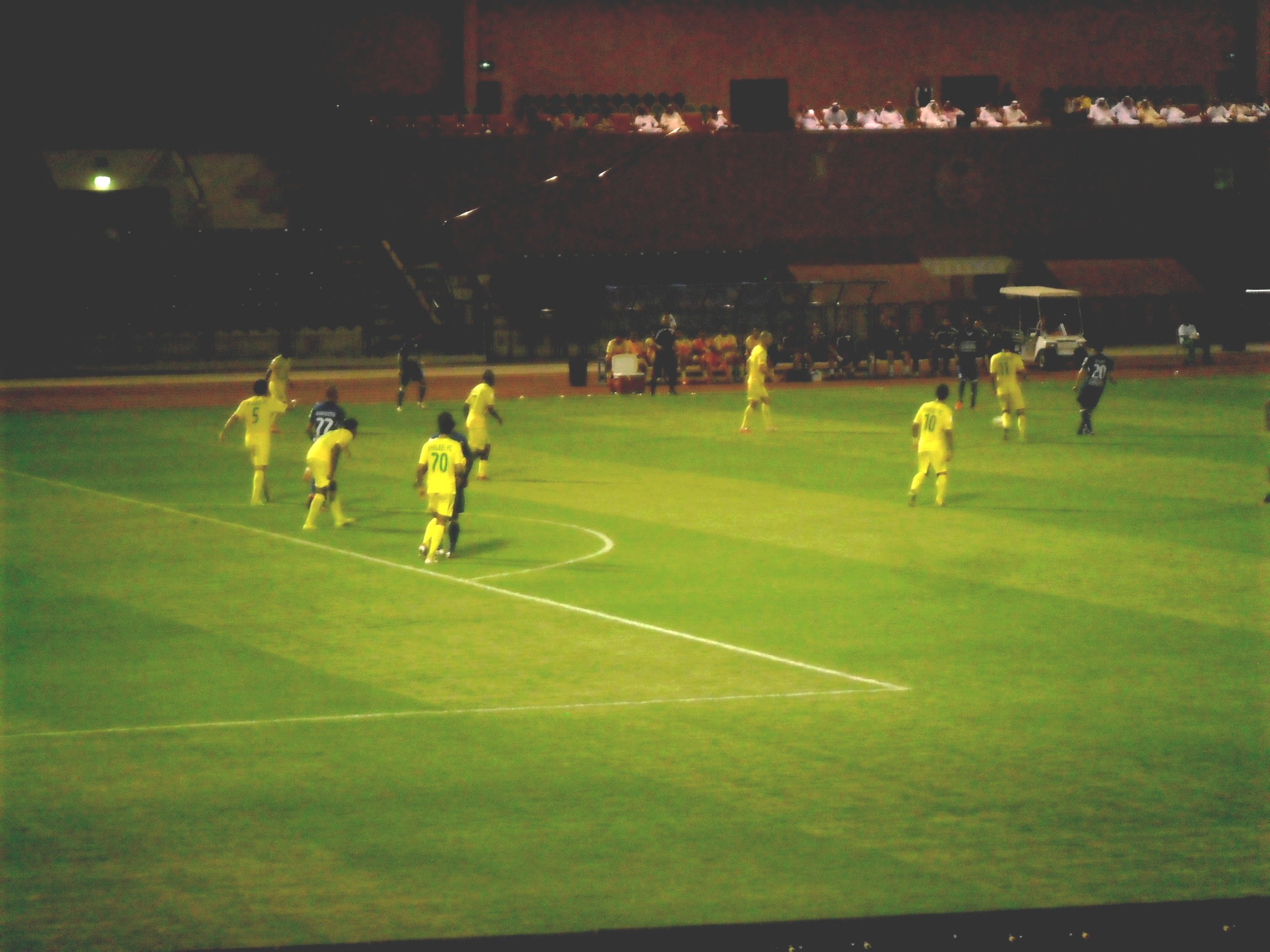
صورة من مباراة الخليج والشعلة على ملعب الأمير محمد بن فهد بمدينة الدمام، وذلك في الجولة الثانية من دوري عبداللطيف جميل السعودي لموسم 2014-2015.

نادي الشعلة هو أحد أندية مدينة السيح بمحافظة الخرج، ويلعبُ فريقه الكروي حالياً ضمن أندية الدوري السعودي لأنديةِ الدرجة الثانية.

## تأسيس النادي
تأسس نادي الشعلة بمدينة السيح رسمياً في عام 1383هـ -1963مـ بعد دمج نادي الشباب والنور بنادي واحد وسمي نادي (الخرج) كونه النادي الوحيد على مستوى المنطقة في ذلك الوقت وقد اختار منسوبو النادي اللون (الأصفر والأخضر) شعاراً للنادي، وفي عام 1388هـ تم تغيير اسم نادي الخرج إلى (الشعلة) وأصبح شعاره (الأزرق والأخضر) ويعتبر الشيخ عبد الله بن عبد السلام اليمني رحمه الله هو مؤسس النادي وأول رئيس تولى رئاسته، ويرأس النادي حالياً المهندس عبدالعزيز الشريف، ويعد الأستاذ عبدالمحسن الميمان الرئيس الذهبي للنادي حيث ترأس النادي أكثر من 17 عاما وساهم في تحقيق النادي للعديد من المنجزات، وقد كان مقر النادي في بداية تأسيسه (بيتاً شعبياً) مستأجراً في حي السليمانية وسط مدينة السيح ثم انتقل النادي إلى مقره الجديد الحالي الذي أنشأته وزارة الرياضة في حي النزهة .

## الفريق الأول
ملاحظة: تشير الأعلام إلى المنتخب الوطني على النحو المحدد في قواعد الأهلية للفيفا. قد يحمل اللاعبون أكثر من جنسية واحدة غير تابعة للفيفا.
| الرقم | البلد    | المركز | اللاعب           |
| ----- | -------- | ------ | ---------------- |
| 1     | السعودية | حارس   | سلطان الشمري     |
| 3     | السعودية | مدافع  | وائل الطس        |
| 4     | تونس     | مدافع  | وائل بن عثمان    |
| 5     | السعودية | مدافع  | عبد المجيد عريشي |
| 8     | السعودية | وسط    | بدر القحطاني     |
| 9     | البرازيل | مهاجم  | تايلون كوريا     |
| 10    | البرازيل | وسط    | كوتينيو          |
| 11    | السعودية | وسط    | ماجد المطيري     |
| 12    | السعودية | مدافع  | موسى سفياني      |
| 13    | السعودية | حارس   | عبد الله الغامدي |
| 17    | تونس     | وسط    | محمد العويشي     |
| 18    | السعودية | مدافع  | حسين حبكور       |
| 20    | السعودية | مهاجم  | مازن الجهني      |
| 22    | السعودية | مهاجم  | نايف العبيد      |

| الرقم | البلد    | المركز | اللاعب            |
| ----- | -------- | ------ | ----------------- |
| 24    | السعودية | مدافع  | محمد النفيسة      |
| 26    | السعودية | مهاجم  | علي شراحيلي       |
| 28    | السعودية | مدافع  | سهل الكعبي        |
| 29    | السعودية | مهاجم  | خالد العويس       |
| 32    | السعودية | مدافع  | عمر المزيعل       |
| 46    | السعودية | وسط    | محمد الدوسري      |
| 49    | السعودية | حارس   | راكان الملاح      |
| 55    | السعودية | وسط    | محمد النخيلان     |
| 70    | السعودية | وسط    | عبد الرحمن الشريف |
| 71    | السعودية | حارس   | عبد الله باحليوة  |
| 77    | السعودية | وسط    | علي الراعي        |
| 80    | السعودية | وسط    | ماجد الخيبري      |
| 87    | السعودية | مدافع  | صفوان هوساوي      |

## الإنجازات
حقق نادي الشعلة العديد من الإنجازات على مستوى المملكة وفي جميع الألعاب حيث إنه النادي الوحيد على مستوى أندية الخرج الذي صنف (15) لعبة سجلت رسمياً. وهو بطل أندية الدرجة الثانية سابقاً في كرة القدم عندما صعد أول مرة عام 1407هـ -1987مـ للدرجة الأولى وفي عام 1418هـ صعد الفريق إلى أندية الدرجة الممتازة وعاد للأولى سريعا.ولكنه حقق بطولة الدرجة الأولى عام 2000مـ وصعد لاندية الممتاز وظل فيها حتى موسم 2005 هبط ولكنه عاد للدوري الممتاز عام 2012 بعد تصدره لدوري ركاء وتحقيقه لدرع الدوري.

## ملعب ذيب
نادي الشعلة يضم استاد رياضي يتسع ل 8000 متفرج
وأيضا مسبح أولمبي وملعب كرة يد وكرة طائرة ومسرح وصالة كبيرة للأنشطة الثقافية.
وكان النادي يقيم سنوياً مهرجان خلال شهر رمضان المبارك يستضيف النادي في نهاية المهرجان أحد أندية العاصمة الكبيرة نادي النصر أو نادي الهلال، تم تمت تسمية الملعب باستاد ذيب لحقوق رعاية شركة ذيب لتأجير السيارات لمدة موسم

## وصلات خارجية
- الموقع الرسمي